# Uniwersytecki System Obsługi Studiów
Uniwersytecki System Obsługi Studiów (USOS) – system informatyczny służący do zarządzania tokiem studiów w szkole wyższej.

## Zastosowanie
Główne obszary zastosowań USOS:
- oferta dydaktyczna uczelni (definiowanie przedmiotów, zajęć, programów, terminów zajęć itp.)
- obsługa toku studiów każdego studenta (zajęcia, oceny, protokoły, wznowienia studiów itp.)
- immatrykulacja studentów
- drukowanie i obsługa elektronicznych legitymacji: studenckiej, doktoranta, nauczyciela akademickiego
- podania studenckie
- wnioski o pomoc socjalną
- pensum pracownicze
- prace i egzaminy dyplomowe
- stypendia
- rejestracje na zajęcia
- płatności za usługi edukacyjne
- sprawozdawczość
- eksport danych do systemu POL-on[4] – zintegrowanej platformy informatycznej MNiSW
- międzyuczelniana (w tym międzynarodowa) wymiana studencka
- ankiety.

USOS wspiera obsługę wszystkich rodzajów i poziomów studiów: studia pierwszego i drugiego stopnia, jednolite magisterskie, podyplomowe, szkoły doktorskie.
USOS jest dostępny (m.in. ze względów bezpieczeństwa) tylko dla upoważnionych użytkowników i komputerów (co jest regulowane np. przy wykorzystaniu zapory sieciowej). Użytkownikami systemu są niemal wyłącznie pracownicy administracji uczelnianej oraz pracownicy dydaktyczno-naukowi pełniący funkcje administracyjne (np. kierownicy jednostek dydaktycznych uczelni lub ich pełnomocnicy).

## Historia rozwoju i warunki licencjonowania
Pierwsza wersja systemu powstała w 2000 r. na Wydziale Matematyki, Informatyki i Mechaniki Uniwersytetu Warszawskiego. Obecnie system jest aktywnie rozwijany przez uczelnie:
- Uniwersytet Warszawski
- Uniwersytet Jagielloński
- Politechnika Warszawska
- Uniwersytet Marii Curie-Skłodowskiej
- Uniwersytet Mikołaja Kopernika w Toruniu.

W skali całej Polski system rozwijany jest w ramach projektu USOS realizowanego przez Międzyuniwersyteckie Centrum Informatyzacji – konsorcjum powołane w celu utrzymywania i rozwoju systemów informatycznych wspierających zarządzanie szkołami wyższymi. MUCI jest właścicielem praw autorskich do USOS. Użytkownikami USOS są uczelnie będące członkami MUCI (udziałowcy konsorcjum) lub uczelnie będące tzw. Członkami Stowarzyszonymi MUCI w ramach projektu USOS. W ramach MUCI funkcjonuje Komisja ds. USOS, składająca się z przedstawicieli uczelni użytkujących USOS. Komisja ta decyduje o kierunkach rozwoju systemu.
Za rozwój i utrzymywanie systemu odpowiada Zespół roboczy ds. USOS z główną siedzibą na Wydziale Matematyki, Informatyki i Mechaniki Uniwersytetu Warszawskiego. Niektóre elementy USOS oraz aplikacji współpracujących z systemem tworzone są (m.in. w ramach prac dyplomowych) przez studentów uczelni korzystających z systemu. Kierownikiem Komisji ds. USOS oraz szefem Zespołu roboczego ds. USOS od początku istnienia systemu jest Janina Mincer-Daszkiewicz, nauczyciel akademicki na Wydziale Matematyki, Informatyki i Mechaniki Uniwersytetu Warszawskiego.

## Aplikacje stowarzyszone z USOS
Z USOS stowarzyszony jest szereg aplikacji (najczęściej realizowanych w formie serwisu internetowego) przeznaczonych dla społeczności związanej z daną szkołą wyższą (kandydaci na studia, studenci, nauczyciele akademiccy). Serwisy internetowe stowarzyszone z USOS są ogólnie dostępne przez przeglądarkę internetową, jakkolwiek dostęp do większości ich funkcji zazwyczaj jest możliwy jedynie dla odgórnie zarejestrowanych użytkowników i wymaga zalogowania.

### Aplikacje rozwijane w ramach projektu USOS

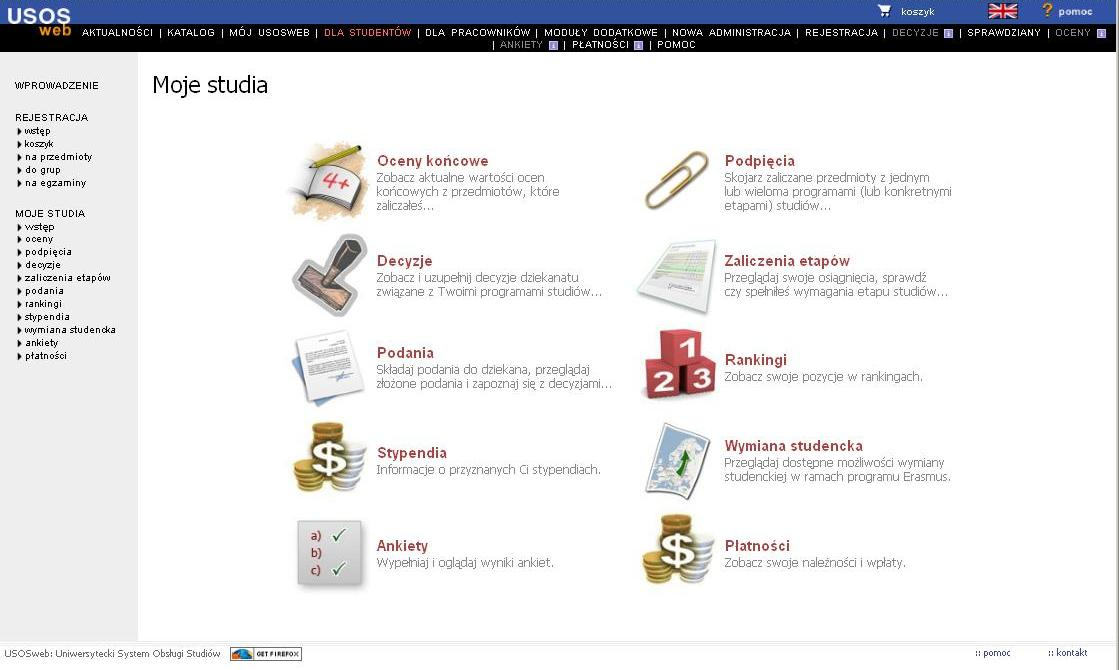
Interfejs użytkownika serwisu USOSweb

- USOSweb – serwis internetowy zawierający dane oparte na informacjach zgromadzonych w bazie danych USOS, co w pośredni sposób pozwala studentom i pracownikom na korzystanie z zasobów USOS. USOSweb umożliwia m.in. zdalne załatwianie spraw związanych z tokiem studiów, w których w tradycyjnej formie musiały pośredniczyć dziekanaty oraz inne instytucje lub osoby, co pozwala na użycie względem serwisu określenia wirtualny dziekanat. USOSweb udostępnia studentom m.in. plan zajęć, przegląd ocen i zaliczeń, zapisy na zajęcia i egzaminy, składanie podań, wypełnianie ankiet dotyczących procesu dydaktycznego, informacje o płatnościach i stypendiach, komunikację z uczestnikami tych samych zajęć i prowadzącymi. Nauczycielom akademickim serwis umożliwia m.in. obsługę wyników przeprowadzanych sprawdzianów, wystawianie ocen i zaliczeń, wypełnianie protokołów do zajęć, wysyłanie wiadomości do uczestników zajęć. Społeczność uczelniana może brać udział w organizowanych w USOSweb internetowych wyborach do ciał kolegialnych uczelni. USOSweb jest zintegrowany z systemami płatności elektronicznych oraz systemem mObywatel[2][9].

- Mobilny USOS – aplikacja mobilna (w wersji na systemy Android i iOS) dająca dostęp do części funkcji realizowanych w USOSweb oraz do funkcji dedykowanych specjalnie dla urządzeń mobilnych. Użytkownik w ramach aplikacji otrzymuje powiadomienia o dotyczących go zdarzeniach zachodzących w USOS (np. wystawienie oceny) lub wysłanych do niego bezpośrednio przez uczelnianą administrację (np. upływający termin ważności badań lekarskich lub wniesienia opłat). Aplikacja pozwala też uzyskać dostęp do mLegitymacji dzięki integracji z systemem mObywatel[9].

- APD (Archiwum Prac Dyplomowych) – serwis internetowy pełniący rolę repozytorium prac dyplomowych. Wraz z pracami w APD przechowywane są takie informacje jak ocena z pracy lub recenzje opiekuna pracy i recenzenta. Serwis wspiera również zdalny proces przebiegu obrony pracy dyplomowej, w tym wprowadzanie i zatwierdzanie recenzji oraz zdalne wypełnianie i zatwierdzanie protokołu egzaminu dyplomowego[9].

- EVA (Ewaluacja Nauczycieli Akademickich) – serwis internetowy wspierający ustawową ewaluację pracowników dydaktyczno-naukowych oraz przeprowadzanie ocen okresowych pracowników[9].

- Informator ECTS – serwis internetowy zawierający informacje dotyczące systemu transferu i akumulacji punktów ECTS[9].

- Ankieter – serwis internetowy służący do przeprowadzania dowolnego rodzaju ankiet elektronicznych dla ogółu lub dowolnego podzbioru społeczności danej uczelni. System może być również wykorzystywany do przeprowadzania zdalnych głosowań[9].

- SRS (System Rezerwacji Sal) – serwis internetowy służący pracownikom do rezerwowania sal w skali całej uczelni. Pozwala na zarządzanie wykorzystaniem wszystkich pomieszczeń dydaktycznych na danej uczelni, a także kosztami związanymi z ich wynajmem[9].

- Planista – aplikacja desktopowa działająca w systemie Microsoft Windows. Ma na celu wspomaganie układania planu zajęć z możliwą dokładnością do każdego tygodnia roku kalendarzowego[9].

- USOS API – publicznie dostępny interfejs programowania aplikacji, służący do integracji USOS z innymi aplikacjami, z których korzysta uczelnia[9][10].

- Migrator – aplikacja synchronizująca bazy danych. Migrator zwykle jest używany do synchronizacji danych pomiędzy centralną bazą USOS a jego aplikacjami stowarzyszonymi oraz uczelnianymi systemami dziedzinowymi. Synchronizacja danych przy użyciu Migratora, zwana migracją, jest procesem polegającym na (zazwyczaj dwukierunkowej) replikacji danych pomiędzy USOS a bazą danych innego systemu[2].

### Aplikacje rozwijane w ramach innych projektów
- IRK (Internetowa Rekrutacja Kandydatów) – serwis dla kandydatów na studia. Jego głównymi zadaniami są prezentacja katalogu oferowanych przez szkołę wyższą kierunków i programów studiów, rejestrowanie zdalnych zgłoszeń kandydatów oraz wspomaganie procesu rekrutacji. Zgromadzone w IRK dane osób, które dostały się na studia, mogą być przeniesione do USOS w procesie elektronicznej immatrykulacji. Serwis jest zintegrowany z profilem zaufanym Login.gov.pl. Projekt IRK jest podprojektem projektu USOS, co oznacza, że każda uczelnia, która uczestniczy w projekcie USOS może tym samym wdrożyć własną instancję serwisu IRK[11].

- IRK-MOST – wzorowany funkcjonalnie na IRK ogólnopolski serwis internetowy dla studentów pragnących odbyć część studiów poza macierzystą uczelnią w ramach Programu Mobilności Studentów MOST. Uczelnie biorące udział w programie umieszczają w serwisie ofertę kierunkową, na podstawie której student może elektronicznie zarejestrować się na wybrany kierunek w konkretnej szkole wyższej[11].

- biurokarier.edu.pl – ogólnopolski serwis internetowy dla pracodawców, studentów i absolwentów zarejestrowanych w Akademickich Biurach Karier. Pracodawcy otrzymują możliwość zamieszczania ofert pracy, stażu i praktyk oraz przeglądania CV studentów i absolwentów. Studentom i absolwentom serwis oferuje dostęp do ofert w nim zamieszczonych (wraz z opcją odpowiedzi na ofertę) oraz możliwość zredagowania własnego CV. Serwis jest przystosowany do współpracy z działającymi lokalnie na uczelniach instancjami USOS, z których pobiera aktualne dane studentów i absolwentów[11][12].

- Krajowy Rejestr Matur – ogólnopolskie repozytorium wyników matur i numerów PESEL maturzystów, którzy zamierzają ubiegać się o przyjęcie na studia wyższe. Dane o wynikach matur uzupełniane są w serwisie bezpośrednio przez Okręgowe Komisje Egzaminacyjne, które podpisały umowę z Uniwersytetem Warszawskim, reprezentującym uczelnie zrzeszone w projekcie. Wyniki zgromadzone w KReM mogą być przekazane do aplikacji rekrutacyjnej stosowanej przez daną szkołę wyższą, np. do serwisu IRK[11][13].

- ects.edu.pl – ogólnopolski serwis pełniący rolę zbioru uczelnianych katalogów studiów. Zawiera informacje o działających w polskich szkołach wyższych elektronicznych katalogach studiów, np. lokalnych uczelnianych instancjach Informatora ECTS[11][14].

## Integracja USOS z systemami dziedzinowymi uczelni
USOS może współpracować z systemami dziedzinowymi szkoły wyższej takimi jak np. centralny system uwierzytelniania, serwery poczty elektronicznej, platforma e-learningowa Moodle, systemy biblioteczne, systemy klasy ERP. Integracja jest realizowana, zależnie od potrzeb uczelni, zwykle z wykorzystaniem USOS API lub Migratora.

## Elektroniczna wymiana informacji z uczelniami partnerskimi
Dzięki udziałowi Zespołu roboczego ds. USOS w projektach Unii Europejskiej system jest zintegrowany z siecią uczelni europejskich w ramach platform Erasmus Without Paper i EMREX, służących do elektronicznej wymiany informacji pomiędzy uczelniami korzystającymi z USOS i uczelniami partnerskimi w zakresie mobilności i osiągnięć studentów.

## Architektura USOS i aplikacji stowarzyszonych
USOS został wykonany z wykorzystaniem głównie technologii firmy Oracle Corporation: część bazodanową stanowi system Oracle Database. Dostępny przez przeglądarkę internetową interfejs użytkownika oraz główne mechanizmy przetwarzania danych wykonane są w technologii wykorzystującej język programowania Java. W okresie przejściowym dostępne są starsze wersje systemu wykonane przy użyciu narzędzia Oracle Forms (w formie aplikacji działającej w systemach Microsoft Windows). Raporty (zestawienia danych, listy, zaświadczenia, dokumenty) są przygotowywane z użyciem systemu raportowania BIRT.
Aplikacje stowarzyszone z USOS to w większości przypadków serwisy internetowe wykonane z wykorzystaniem darmowych technologii takich jak: PHP, Smarty, Python, Django, BIRT. Większość serwisów działa bezpośrednio na bazie danych USOS, niektóre używają własnej bazy danych (MySQL lub PostgreSQL). Jeżeli aplikacja stowarzyszona z USOS posiada własną bazę danych, to w przypadku aplikacji wymieniających z USOS niewielkie pakiety danych (np. IRK) proces ten odbywa się na bieżąco. Natomiast synchronizacja dużych ilości danych (np. USOSweb) odbywa się poprzez Migrator.

## Szkoły wyższe korzystające z oprogramowania dystrybuowanego w ramach projektu USOS i projektów stowarzyszonych
Udziałowcy MUCI:

1. Uniwersytet im. Adama Mickiewicza w Poznaniu
2. Uniwersytet Jagielloński
3. Uniwersytet Kardynała Stefana Wyszyńskiego
4. Uniwersytet Kazimierza Wielkiego
5. Uniwersytet Łódzki
6. Uniwersytet Marii Curie-Skłodowskiej
7. Uniwersytet Mikołaja Kopernika w Toruniu
8. Uniwersytet Opolski
9. Uniwersytet Szczeciński
10. Uniwersytet Śląski
11. Uniwersytet w Białymstoku
12. Uniwersytet Warmińsko-Mazurski
13. Uniwersytet Warszawski
14. Uniwersytet Wrocławski

Członkowie Stowarzyszeni MUCI w ramach projektu USOS:

1. Akademia Finansów i Biznesu Vistula
2. Akademia Górniczo-Hutnicza im. Stanisława Staszica w Krakowie
3. Akademia Ignatianum w Krakowie
4. Akademia Medycznych i Społecznych Nauk Stosowanych
5. Akademia Muzyczna im. Feliksa Nowowiejskiego w Bydgoszczy
6. Akademia Muzyczna im. Ignacego Jana Paderewskiego w Poznaniu
7. Akademia Łomżyńska
8. Akademia Nauk Stosowanych Angelusa Silesiusa
9. Akademia Nauk Stosowanych im. Jana Amosa Komeńskiego w Lesznie
10. Akademia Nauk Stosowanych im. Stanisława Staszica w Pile
11. Akademia Nauk Stosowanych Stefana Batorego
12. Akademia Nauk Stosowanych w Elblągu
13. Akademia Nauk Stosowanych w Koninie
14. Akademia Nauk Stosowanych WSGE im. A. De Gasperi w Józefowie
15. Akademia Pedagogiki Specjalnej im. Marii Grzegorzewskiej
16. Akademia Pożarnicza
17. Akademia Sztuk Pięknych w Katowicach
18. Akademia Sztuk Teatralnych im. Stanisława Wyspiańskiego w Krakowie
19. Akademia Tarnowska
20. Akademia Teatralna im. Aleksandra Zelwerowicza w Warszawie
21. Akademia Wojsk Lądowych im. gen. Tadeusza Kościuszki
22. Akademia Wychowania Fizycznego im. Bronisława Czecha w Krakowie
23. Akademia Wychowania Fizycznego im. Eugeniusza Piaseckiego w Poznaniu
24. Akademia Wychowania Fizycznego w Katowicach
25. Akademia Wychowania Fizycznego we Wrocławiu
26. Akademia Wymiaru Sprawiedliwości
27. Bielska Wyższa Szkoła im. Józefa Tyszkiewicza
28. Chrześcijańska Akademia Teologiczna w Warszawie
29. Europejska Akademia Medycznych i Społecznych Nauk Stosowanych
30. Instytut Biologii Doświadczalnej im. Marcelego Nenckiego Polskiej Akademii Nauk
31. Instytut Matematyczny Polskiej Akademii Nauk
32. Krajowa Szkoła Sądownictwa i Prokuratury
33. Małopolska Uczelnia Państwowa im. rotmistrza Witolda Pileckiego w Oświęcimiu
34. Niepubliczna Wyższa Szkoła Medyczna we Wrocławiu
35. Państwowa Akademia Nauk Stosowanych im. ks. B. Markiewicza w Jarosławiu
36. Państwowa Akademia Nauk Stosowanych w Chełmie
37. Państwowa Akademia Nauk Stosowanych w Głogowie
38. Państwowa Akademia Nauk Stosowanych w Krośnie
39. Państwowa Akademia Nauk Stosowanych w Przemyślu
40. Politechnika Białostocka
41. Politechnika Bydgoska im. Jana i Jędrzeja Śniadeckich
42. Politechnika Częstochowska
43. Politechnika Koszalińska
44. Politechnika Krakowska im. Tadeusza Kościuszki
45. Politechnika Łódzka
46. Politechnika Opolska
47. Politechnika Poznańska
48. Politechnika Rzeszowska im. Ignacego Łukasiewicza
49. Politechnika Śląska
50. Politechnika Świętokrzyska
51. Politechnika Warszawska
52. Politechnika Wrocławska
53. Publiczna Uczelnia Zawodowa w Grudziądzu
54. Szkoła Główna Gospodarstwa Wiejskiego w Warszawie
55. Szkoła Główna Handlowa w Warszawie
56. Szkoła Główna Turystyki i Hotelarstwa Vistula
57. Uczelnia Łukaszewski
58. Uczelnia Państwowa im. Jana Grodka w Sanoku
59. Uczelnia Techniczno-Handlowa im. Heleny Chodkowskiej
60. Uniwersytet Bielsko-Bialski
61. Uniwersytet Dolnośląski DSW
62. Uniwersytet Ekonomiczny w Katowicach
63. Uniwersytet Ekonomiczny w Krakowie
64. Uniwersytet Ekonomiczny w Poznaniu
65. Uniwersytet Ekonomiczny we Wrocławiu
66. Uniwersytet Jana Długosza w Częstochowie
67. Uniwersytet Komisji Edukacji Narodowej w Krakowie
68. Uniwersytet Medyczny im. Piastów Śląskich we Wrocławiu
69. Uniwersytet Medyczny w Lublinie
70. Uniwersytet Morski w Gdyni
71. Uniwersytet Muzyczny Fryderyka Chopina
72. Uniwersytet Papieski Jana Pawła II w Krakowie
73. Uniwersytet Przyrodniczy w Poznaniu
74. Uniwersytet Przyrodniczy we Wrocławiu
75. Uniwersytet Rolniczy im. Hugona Kołłątaja w Krakowie
76. Uniwersytet w Siedlcach
77. Wojskowa Akademia Techniczna im. Jarosława Dąbrowskiego
78. Wrocławska Akademia Biznesu w Naukach Stosowanych
79. Wyższa Szkoła Bezpieczeństwa
80. Wyższa Szkoła Bezpieczeństwa Publicznego i Indywidualnego w Krakowie „Apeiron”
81. Wyższa Szkoła Ekonomiczna w Białymstoku
82. Wyższa Szkoła Kadr Menedżerskich
83. Wyższa Szkoła Prawa
84. Wyższa Szkoła Straży Granicznej
85. Wyższa Szkoła Turystyki i Ekologii
86. Zachodniopomorski Uniwersytet Technologiczny w Szczecinie

Z udostępnionych przez GUS informacji dotyczących szkół wyższych wynika, że w roku 2018:
- 57% studentów uczelni publicznych studiowało na uczelniach, które wdrożyły USOS,
- 37% uczelni publicznych korzystało z USOS do obsługi toku studiów,
- jedenaście uczelni z czternastu największych (liczących powyżej dwudziestu tysięcy studentów) korzystało z USOS,
- 31% studentów uczelni publicznych przechodziło rekrutację w systemie IRK.

Nie wszystkie szkoły wyższe, które wdrożyły USOS, korzystają ze wszystkich serwisów stowarzyszonych z systemem. Część szkół wdrożyła tylko niektóre z serwisów, część korzysta jedynie z samego USOS.

## Nagrody i wyróżnienia
W 2005 r. MUCI zostało finalistą organizowanego przez polską edycję tygodnika Computerworld konkursu Lider Informatyki w kategorii Organizacje użyteczności publicznej.
W 2007 r. MUCI otrzymało za USOS nagrodę EUNIS Elite Award.
W 2013 r. USOS w osobie swojego kierownika projektu, dr Janiny Mincer-Daszkiewicz, został laureatem nagrody INFO-STAR 2012 w kategorii Rozwiązania Informatyczne.
W 2013 r. Uniwersytet Warszawski został jednym z dwóch laureatów konkursu EDUinspiracje 2013 (kategoria instytucjonalna programu Erasmus) organizowanego przez Fundację Rozwoju Systemu Edukacji za projekt USOS-moduł BWZ oraz Mobility – nowoczesne technologie na rzecz rozwoju uczelni.
W 2024 r. kierownik projektu USOS, dr Janina Mincer-Daszkiewicz otrzymała nagrodę EUNIS Elite Award w kategorii Lasting achievement za poświęcony USOS artykuł Success story – 25 years of digitalization of higher education institutions in Poland.